# Il·lustre
Il·lustre fou un antic títol i un tractament personal modern.

## El títol a l'època imperial
Constantí I el Gran en reorganitzar l'administració romana va dividir els principals magistrats en tres classes: els illustres (de primer rang), els specialties i els clarissimi.
Eren il·lustres els cònsols, els patricis, els prefectes del pretori, els prefectes de la ciutat, el praepositus sacri cubiculi, els magistri militum, el magister officiorum, el quaestor sacri palatii, el comes sacrarum largitionum, i el comes rerum privatarum. Entre els il·lustres els cònsols i patricis eren considerats més alts en rang que els altres.
Els títols sublimissimi, exccellentissimi i magnifici eren sinònims d'il·lustre.
Entre els seus privilegis estava que en cas d'acusació criminal havien de ser jutjats per l'emperador mateix o per una comissió imperial i que podien aparèixer a les corts per mitjà de procuradors.

## El tractament en temps moderns
Modernament, s'aplica a jutges (il·lustríssim) i notaris. El Col·legi de Notaris de Catalunya té tractament d'il·lustre.